# Hotamjon Ketmonov
Hotamjon Abdurahmonovich Ketmonov (russisch Хатамжон Абдурахманович Кетмонов Chatamschon Abdurachmanowitsch Ketmonow, * 22. Mai 1969 im Bezirk Baliqchi, Usbekische SSR, Sowjetunion) ist ein usbekischer Politiker der Volksdemokratischen Partei Usbekistans. Er war von 2013 bis 2019 Vorsitzender der Partei und trat erfolglos bei den Präsidentschaftswahlen in Usbekistan 2015 und 2016 an.

## Karriere
Ketmonov wurde 1969 im Bezirk Baliqchi im Ferghanatal geboren. Er graduierte 1993 am Institut für Sprachen in Andijon und arbeitete anschließend von 1993 bis 1995 als Lehrer im Bezirk Toshloq, westlich von Margʻilon. 1995 wechselte Ketmonov in die Abteilung für öffentliche Bildung der Provinz Fargʻona und stieg dort bis zum stellvertretenden Leiter auf. Im Jahr 2004 wurde Ketmonov stellvertretender Hokim, ein usbekischer Titel für den Vorsitzenden der Exekutive auf Provinzebene, in der Provinz Andijon. In dieser Funktion war er bis 2013 beschäftigt und dabei vor allem für die Beziehungen der Behörden zu öffentlichen und religiösen Organisationen zuständig.
Am 24. April 2013 wurde Ketmonov bei einer Sitzung des Zentralrats der Volksdemokratischen Partei zum neuen Vorsitzenden gewählt. Mit dieser Wahl endete Ketmonovs Tätigkeit in der Provinz Andijon und er wurde als Vorsitzender einer der größten Parteien des Landes zu einem landesweit agierenden Politiker. Bei der Parlamentswahl in Usbekistan 2014/15 musste die Volksdemokratische Partei mit dem Verlust von fünf Sitzen im Oliy Majlis, dem Unterhaus des usbekischen Parlaments, eine Niederlage hinnehmen. Ketmonov selbst zog nach der Parlamentswahl erstmals als Abgeordneter in das Unterhaus ein und wurde 2015 zu dessen stellvertretendem Sprecher gewählt.
Am 9. Februar 2015 wurde Ketmonov auf einem Parteitag der Volksdemokratischen Partei als Kandidat für die anstehende Präsidentschaftswahl in Usbekistan am 29. März desselben Jahres nominiert. Inhaltlich waren wirtschaftliche und soziale Reformen ein Kernstück von Ketmonovs Kandidatur. Er forderte unter anderem staatliche Förderungen für Unternehmen im verarbeitenden Gewerbe, um eine konkurrenzfähige Produktion von Konsumgütern in Usbekistan anzustoßen, die Entwicklung von Investitionsprogrammen für Zukunftstechnologien und verstärkte Bemühung zur Ausbildung von Fachkräften in Usbekistan. In dem autoritären System unter dem damaligen usbekischen Präsidenten Islom Karimov war eine politische Opposition bei Wahlen nicht zugelassen, sodass nur regierungstreue, registrierte Parteien Kandidaten für die Wahl nominieren durften. Auch Ketmonov und seine Volksdemokratische Partei waren demnach insgesamt loyal gegenüber dem Präsidenten und stellten keine Gefahr für die Wiederwahl des langjährigen Staatsoberhauptes dar. Mit 552.309 Stimmen und einem Stimmanteil von 2,92 % belegte Ketmonov den dritten Platz bei der Präsidentschaftswahl, während Amtsinhaber Karimov mit 90,39 % der abgegebenen Stimmen die Wahl erwartungsgemäß deutlich gewinnen konnte.
Mit dem Tod Karimovs am 2. September 2016 wurde eine neue Präsidentschaftswahl zur Legitimation eines Nachfolgers nötig. Als Nachfolger Karimovs präsentierte sich Shavkat Mirziyoyev, der vorerst als Übergangspräsident bis zur Präsidentschaftswahl am 4. Dezember 2016 eingesetzt wurde. Am 17. September 2016 nominierte der Zentralrat der Volksdemokratischen Partei erneut Ketmonov als Kandidaten für die Präsidentschaftswahl, die Nominierung wurde auf einem Parteitag in Taschkent am 14. Oktober von den Delegierten bestätigt. Bei der Präsidentschaftswahl 2016 konnte Ketmonov sein Ergebnis gegenüber seiner Kandidatur bei der vorangegangenen Wahl verbessern und erhielt 669.187 Stimmen, was einem Anteil von 3,73 % der abgegebenen Stimmen entsprach. Mit einem Ergebnis von 88,61 % setzte sich Übergangspräsident Mirziyoyev deutlich im ersten Wahlgang durch.
Im Jahr 2019 wurde Ketmonov als Vorsitzender der Volksdemokratischen Partei durch Ulugʻbek Inoyatov ersetzt und trat damit politisch in den Hintergrund.